# Piper PA-18 Super Cub
Piper PA-18 Super Cub – dwumiejscowy, jednosilnikowy lekki samolot, produkowany przez amerykańskie przedsiębiorstwo Piper Aircraft. Samolot został zaprezentowany w 1949 roku. Wyprodukowano ponad 9000 jego egzemplarzy.